# Margraviat de Nordgau
Pour les articles homonymes, voir Nordgau.
vers 806 – 1329
(environ 523 ans)
Entités suivantes :
- Egerland
- Principauté épiscopale de Bamberg
- Palatinat du Rhin

Le Margraviat de Nordgau (allemand : Markgrafschaft Nordgau) ou Nordgau bavarois (Bayerischer Nordgau) est une unité administrative médiévale (Gau) à la frontière nord du duché de Bavière. Elle est délimitée au sud par le Danube et par la ville de Regensburg. Il correspondant plus ou moins à l'actuel district du Haut-Palatinat en Allemagne étendu jusqu'à la rivière du Main et, depuis 1061, jusqu'à la région d'Egerland en bordure de la Bohême.

## Histoire
A la fin du Ier millénaire av. J.-C. le Nordgau, bordée à l'ouest par le Duché de Franconie et à l'est par Forêt de Bohême est occupée par les Varisques et les Armalauses. Après les invasions barbares, les forces du roi proto-mérovingien Clodion le Chevelu prennent possession de cette zone. À partir du milieu du VIe siècle, la région est christianisée par de nombreux évêques errants, parmi lesquels Boniface de Mayence et Emmeran de Ratisbonne. En 739, le diocèse de Ratisbonne est fondé. Sur insistance de Boniface, Charles Martel y fait construire la forteresse de Vogastisburg.
En 788, Charlemagne dépose le duc Tassilon III de Bavière et intègre le Nordgau à l'empire carolingien établissant ainsi une frontière avec la Bohême, ce qui vaudra au Nordgau d'être parfois appelé la "Marche bohémienne" bien que ce nom fut aussi utilisé pour le magrave de Moravie. Par un acte de 806 ratifié à Thionville intitulé "pagum, qui dicitur Northgowe", Charlemagne morcelle les territoires bavarois à l'est du Danube, dont les résidences ducales de Regensburg et de Lauterhofen. Son chancelier, Éginhard, transmet cet acte au pape Léon III pour confirmation.

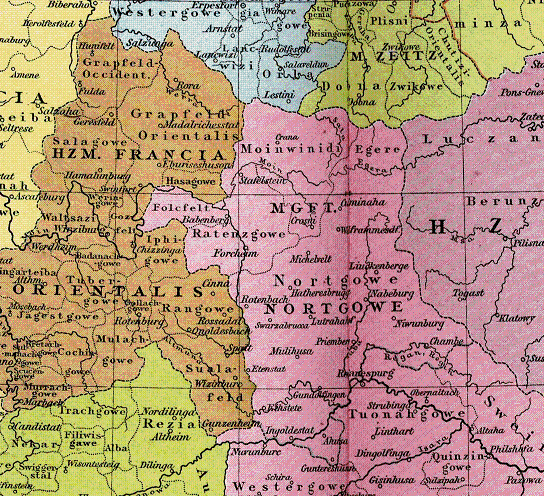
Le margraviat de Nordgau (Nortgowe) vers l'an 1000.

Au Xe siècle, le Nordgau est de nouveau séparé de la Bavière, bien qu'il existe une incertitude sur la date : soit cette séparation a eu lieu à la mort du duc Luitpoldinger Arnulf Ier de Bavière en 937, soit plus tardivement en 976 quand le comte de Franconie Berchtold I de Nordgau devint margrave de cette zone pour avoir aidé le roi Otton II à mater la rébellion du duc Henri II de Bavière.
Henri de Schweinfurt, fils de Berchtold, devient à son tour margrave du Nordgau en 994. Il soutient l'élection du duc Henri II à la dignité de Roi des Romains en 1002. Mais ce dernier s'avère peu reconnaissant de ce soutien et Henri prend rapidement part à une révolte (Faide de Schweinfurt (de) en 1003) et à la Guerre germano-polonaise contre Boleslas Ier de Pologne. Perdant, Henri est déposé en 1004 par le roi Henri II qui le remplace par son demi-frère Henri V de Bavière, titré duc de Bavière, et lui donne l'autorité temporelle sur la réunion du Nordgau en lieu et place de celle du bishopric de Bamberg. Néanmoins, le titre de margrave subsista dans différentes familles de la région. Les possessions du comte Henri lui furent partiellement restituées et ses descendants purent réutiliser le titre de Margrave de Schweinfurt.
Entre le XIe siècle et le XIIe siècle, le Nordgau est régulièrement la cible d'incursion par les armées de Bohême et de Hongrie (et d'autres) pour envahir le Saint Empire Romain Germanique. Au milieu du XIe siècle, l'empereur franconien Henri III y fit ériger un château impérial à Cham pour contrer les attaques du duc Bretislav Ier de Bohême. Cet ouvrage devint la résidence de la famille Rapotonen qui reçue aussi le titre de margrave par disposition royale de 1073, qui sera conservé par ses descendants sous le titre "margrave de Vohburg".
Le magrave Diépold III (en) est un soutien de l'empereur Henri V et fonde l'abbaye de Reichenbach et de l'abbaye de Waldsassen. À partir de 1125, la forteresse d'Egra compte parmi les défenses de la bordure est avec la Bohême. La fille du margrave, Adélaïde de Vohbourg, épouse en 1147 le duc souabe et futur empereur Frédéric Barberousse.
À la mort de Dépold en 1167, l'Egerland est rattaché au territoire impérial des Hohenstaufen et la ville d'Eger devient une possession impériale. Cette dernière passe alors sous le statut de ville libre alors que la maison bavaroise des Wittelsbach contrôle une large partie du Nordgau à partir du milieu du XIIIe siècle. En 1322, l'empereur Wittelsbach Louis IV cède l'Egerland au Royaume de Bohême. Par le Traité de Pavie de 1329, il cède ce qu'il lui reste du Nordgau à deux de ces neveux palatins Rodolphe II et Robert Ier et à l'héritier de son troisième neveu Adolphe Ier, Robert II ; après quoi le Nordgau ne sera plus connu que sous le nom du Haut-Palatinat (allemand : Oberpfalz).

## Margraves
- Ernest (Nordgau) (de), fils d'un comte Liutpald en Bavière, titré jusqu'en 861[4]
- Rodold, titré de 861 à 880 environ[4]
- Engeldeo (en), titré de 880 environ à 895[4]
- Léopold de Bavière, , possiblement fils d'Ernest II, nommé margrave en Carantanie (Carinthie) par l'empereur Arnulf, titré de 895 à 903
- Poppon II de Thuringe, titré après 903
- Arnulf Ier de Bavière dit le Mauvais, fils de Léopold, duc de Bavière, titré de 907 à 937
- Berchtold I de Nordgau, comte de Schweinfurt, fils cadet d'Arnulf Ier et l'oncle (ou le frère) de Léopold Ier de Babenberg titré à partir de 976
- Henri de Schweinfurt, comte de Schweinfurt, fils de Berchtold, titré de 994 à 1004
- Otton III de Schweinfurt,  comte de Schweinfurt, fils d'Henri, duc de Souabe, titré de 1024 à 1031...
- Diepold II
- Diépold III (en), titré de 1093) 1146

## Sources
- Charles R. Bowlus, Franks, Moravians, and Magyars: The Struggle for the Middle Danube, 788–907, Philadelphia, University of Pennsylvania Press, 1995
- Reuter, Timothy. (1991). Germany in the Early Middle Ages 800–1056. New York: Longman.
- Thompson, James Westfall. (1928). Feudal Germany, Volume II. New York: Frederick Ungar Publishing.